# Чемпионат мира по регби 1991 (отборочный турнир)
На чемпионат мира по регби 1991 квалифицировались 16 сборных. Из них 8 сборных были четвертьфиналистами первого чемпионата мира, ещё 8 прошли отборочные турниры. Всего в отборочном турнире приняло участие 25 команд.

## Квалифицировались
| - Африка - Зимбабве (Африка 1) - Европа - Англия (автоматически) - Франция (автоматически) - Ирландия (автоматически) - Италия (Европа 1) - Румыния (Европа 2) - Шотландия (автоматически) - Уэльс (автоматически) | - Америка - Аргентина (Америка 2) - Канада (Америка 1) - США (Америка 3) - Океания и Азия - Австралия (автоматически) - Фиджи (автоматически) - Япония (Океания/Азия 2) - Новая Зеландия (автоматически) - Западное Самоа (Океания/Азия 1) |

## Автоматическая квалификация
Автоматически квалифицировались восемь четвертьфиналистов первого чемпионата мира 1987 года, причём пять из них ещё и на правах хозяев турнира.
- Англия (четвертьфиналист, хозяева)
- Фиджи (четвертьфиналист)
- Ирландия (четвертьфиналист, хозяева)
- Шотландия (четвертьфиналист, хозяева)
- Австралия (полуфиналист)
- Уэльс (полуфиналист, хозяева)
- Франция (финалист, хозяева)
- Новая Зеландия (чемпион)

## Региональная квалификация

### Африка
- Зимбабве (Африка 1)

### Европа
- Италия (Европа 1)
- Румыния (Европа 2)

### Азия и Океания
- Западное Самоа (Азия 1)
- Япония (Азия 2)

### Америка
- Канада (Америка 1)
- Аргентина (Америка 2)
- США (Америка 3)